# Sebree
Sebree é uma cidade localizada no estado americano de Kentucky, no Condado de Webster.

## Demografia
Segundo o censo americano de 2000, a sua população era de 1558 habitantes.
Em 2006, foi estimada uma população de 1553, um decréscimo de 5 (-0.3%).

## Geografia
De acordo com o United States Census Bureau tem uma área de
4,2 km², dos quais 4,2 km² cobertos por terra e 0,0 km² cobertos por água. Sebree localiza-se a aproximadamente 160 m acima do nível do mar.

## Localidades na vizinhança
O diagrama seguinte representa as localidades num raio de 24 km ao redor de Sebree.